# Manuel Martín
Manuel Martín Vives (Sant Feliu de Llobregat, 18 gennaio 1922 – Sant Feliu de Llobregat, 2 dicembre 2003) è stato un cestista spagnolo.

## Carriera
Con la Spagna conquistò la medaglia d'argento ai Giochi del Mediterraneo del 1951.